# Le Scarabée d'or (film)
Pour plus de détails, voir Fiche technique et Distribution.
Le Scarabée d'or est un film muet français réalisé par Henri Desfontaines, sorti en 1910.

## Fiche technique
- Titre : Le Scarabée d'or
- Réalisation : Henri Desfontaines
- Scénario : d'après le roman d'Edgar Allan Poe intitulé The Gold Bug
- Société de production : Société générale des cinématographes Éclipse
- Pays d'origine :  France
- Format : Muet - Noir et blanc - 1,33:1 - 35 mm
- Métrage : 1 200 m
- Genre : Drame
- Durée : 40 minutes
- Date de sortie : 
  -  France - 1910

## Distribution
- Denis d'Inès
- Claude Bénédict
- Gabrielle Colonna-Romano